# 图尔帕尔·比苏丹诺夫
图尔帕尔-阿里·阿利维耶维奇·比苏丹诺夫（俄語：Турпал-Али Альвиевич Бисултанов，2001年10月14日—），俄罗斯、丹麦男子摔跤运动员，2022年世界摔跤锦标赛男子古典式87公斤级银牌得主、2024年夏季奥林匹克运动会男子古典式87公斤级铜牌得主。